# Мецомонте ди Сото (Тренто)
Мецомонте ди Сото је насеље у Италији у округу Тренто, региону Трентино-Јужни Тирол.
Према процени из 2011. у насељу је живело 43 становника. Насеље се налази на надморској висини од 530 м.